# Han Joon-woo
Han Joon-won (kor. 한준우; ur. 28 marca 1984) – południowokoreański aktor.

## Kariera
Han Joon-won zadebiutował jako aktor w 2010 roku, poprzez występ w filmie An Old Potter.

## Filmografia

### Filmy
- 2010: An Old Potter
- 2014: Kanciarz: Ukryta karta jako reporter
- 2017: Rok 1987 jako mężczyzna w czarnym garniturze
- 2018: Han-kang-e-ge jako starszy wykładowca

### Seriale
- 2017: Sense8 (sezon 2, odc. 1 i 11)[3]
- 2020: Memorials jako Kim Min-jae[4]
- 2021:
  - Love Scene Number (Leo-beu-ssin-neom-beo#) jako Park Jeong-seok
  - Happiness (Hae-pi-ni-seu) jako Kim Se-hoon
- 2022: Pachinko jako Baek Yoseb[5]
- 2024: Miłość po sąsiedzku jako Song Hyeon-jun[6]

## Nagrody i nominacje
W 2022 roku serial, przy którym Han Joon-won współpracował, Pachinko, otrzymał Peabody Award w kategorii "Entertainment".